# Disney's Grand Floridian Resort

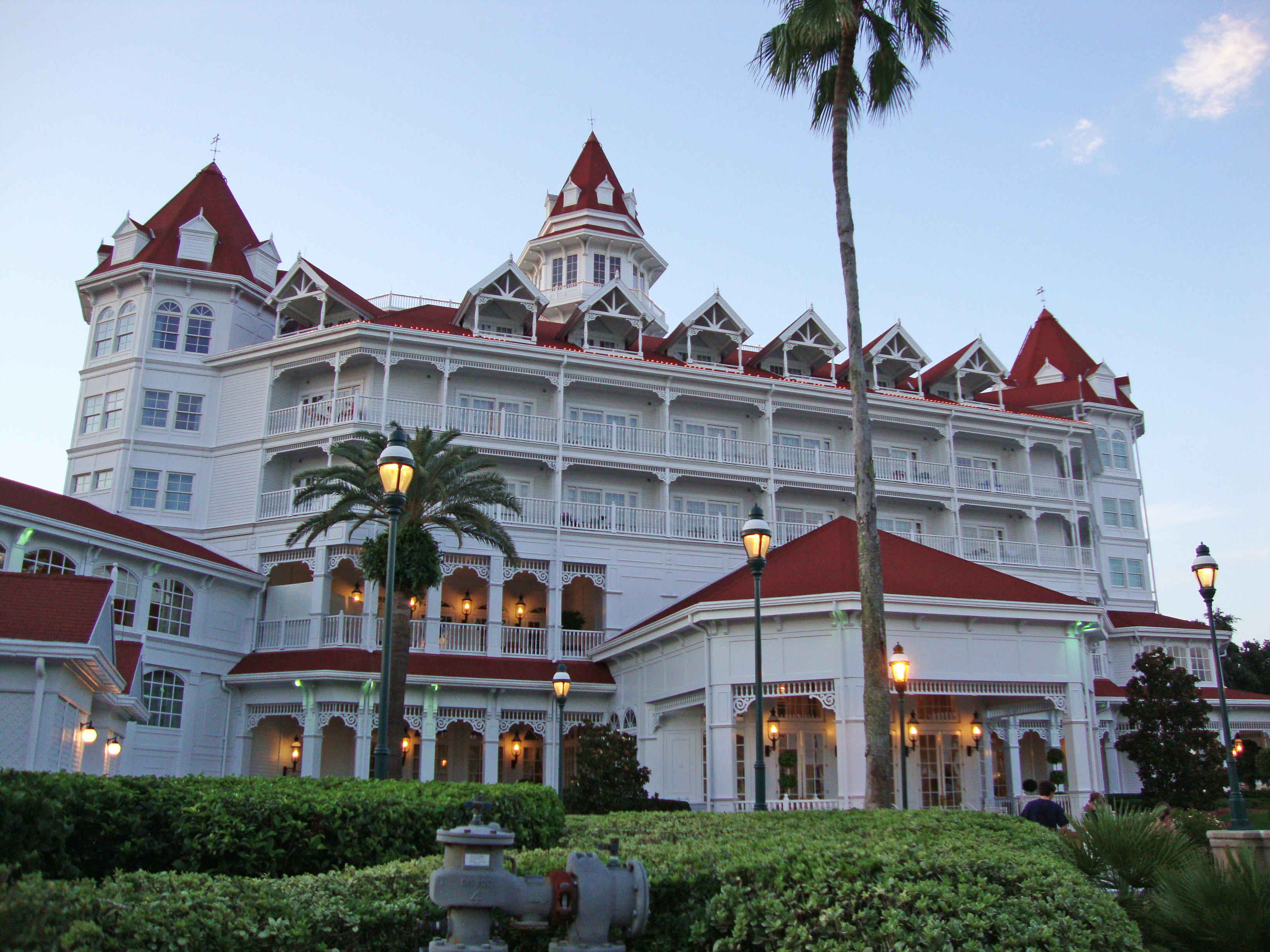
Se puede apreciar la temática victoriana del edificio en la fachada y su parecido con el Hotel del Coronado de San Diego.

Disney's Grand Floridian Resort & Spa es un resort y spa de temática victoriana ubicado en Walt Disney World Resort en el lago Buena Vista, Florida. La propiedad fue abierta el 28 de junio de 1988 como el Grand Floridian Beach Resort. El nombre Disney's Grand Floridian Resort & Spa fue asignado en 1997.
El resort cuenta con 867 habitaciones repartidas en seis edificios con 37 m² por habitación. Una habitación estándar posee capacidad para cinco personas.
El Grand Floridian está clasificado en la categoría de resort de lujo, una de las cuatro clases de resorts en Florida. De acuerdo con la Walt Disney Company, se lo considera el resort insignia de la compañía.

## Historia e influencias
El hotel se inspiró en los lujosos complejos victorianos construidos a lo largo de la costa este de Florida a finales del siglo XIX y principios del siglo XX. Su exterior fue diseñado a imagen del Hotel del Coronado de San Diego, California.
Los edificios exentos del complejo —Sago Cay, Sugarloaf Key, Conch Key, Boca Chica y Big Pine Key— reciben sus nombres por islas de los Cayos de Florida.
Junto con el Disney's Contemporary Resort y Disney's Polynesian Resort, el Grand Floridian se encuentra a orillas de la laguna artificial Seven Seas (Siete Mares) cerca del Magic Kingdom. El hotel ocupa un terreno que se había especulado podía ser para un parque temático sobre Asia, durante el desarrollo inicial del Walt Disney World, Walt Disney World Resort a finales de la década de 1960.
- Datos: Q2914712
- Multimedia: Disney's Grand Floridian Resort & Spa / Q2914712